# Silepe
Die Silepe ist eine Axt, die vom Volk der Basotho im südlichen Afrika benutzt wurde.

## Geschichte
Die Basotho im heutigen Lesotho und den westlich angrenzenden Gebieten der heutigen südafrikanischen Provinz Freistaat entwickelten die Silepe als Kriegswaffe und landwirtschaftliches Werkzeug.

## Beschreibung
Der Stiel der Silepe besteht aus Hartholz und ist am Kopfende keulenförmig. Er verjüngt sich zum Griffende, ist etwa 50 cm lang und wird durch mehrere Ringe aus Metalldraht verstärkt. Die Klinge ist halblinsenförmig und hat auf der oberen Seite eine breite Angel, die zur Befestigung im Stiel dient.